# Jacque Jones
Jacque Dewayne Jones, född den 25 april 1975 i San Diego i Kalifornien, är en amerikansk före detta professionell basebollspelare som tog brons för USA vid olympiska sommarspelen 1996 i Atlanta.
Jones spelade därefter tio säsonger i Major League Baseball (MLB) 1999–2008. Han spelade för Minnesota Twins (1999–2005), Chicago Cubs (2006–2007), Detroit Tigers (2008) och Florida Marlins (2008). Totalt spelade han 1 302 matcher och hade ett slaggenomsnitt på 0,277, 165 homeruns och 630 RBI:s (inslagna poäng).